# Kuzinellus sursum
Kuzinellus sursum är en spindeldjursart som först beskrevs av Parvez, Chaudhri och Ashfaq 1994.  Kuzinellus sursum ingår i släktet Kuzinellus och familjen Phytoseiidae. Inga underarter finns listade i Catalogue of Life.